# ساحة قصر البلدية - ساحة التحرير

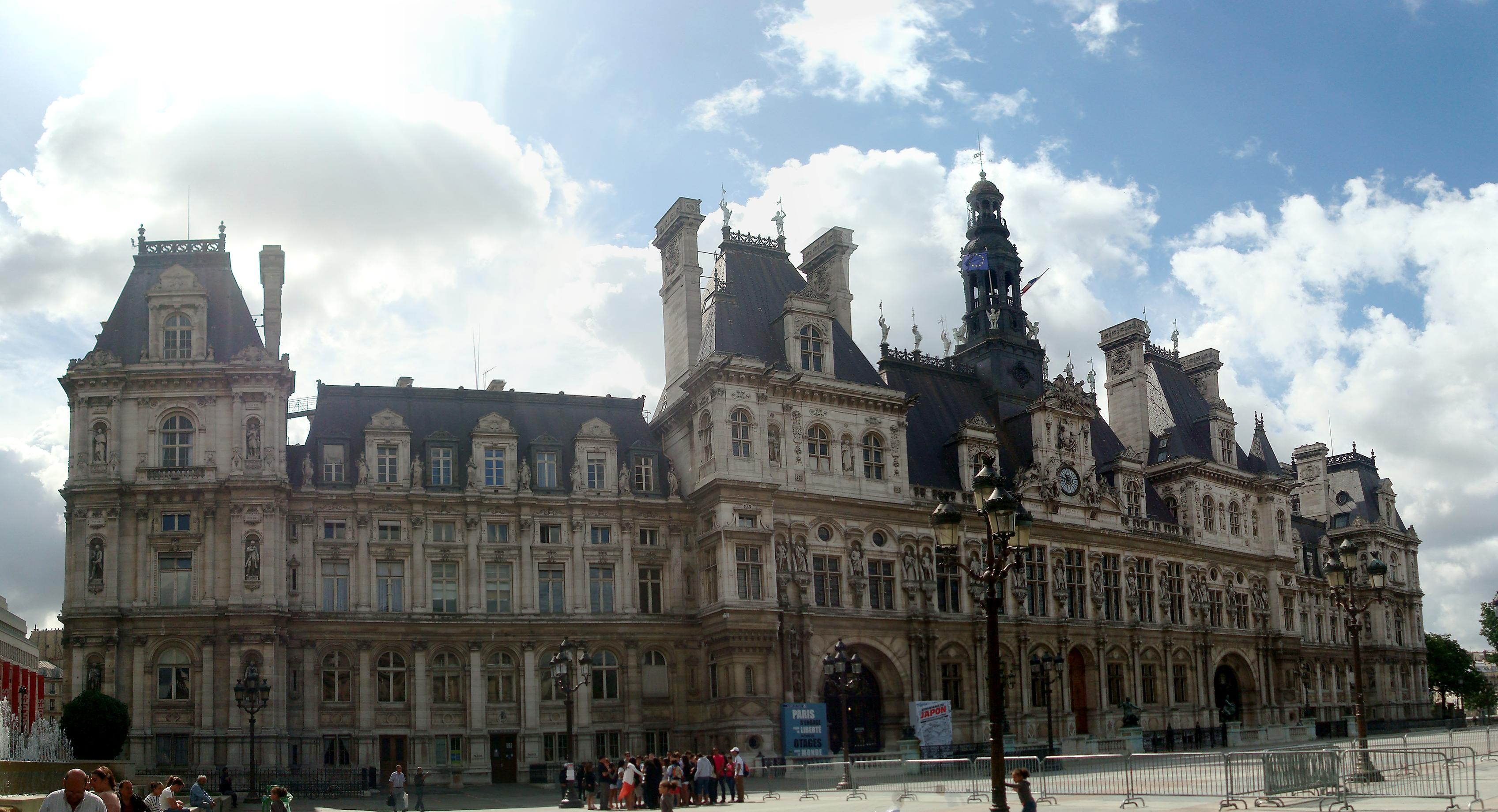
قصر البلدية والساحة أمامه

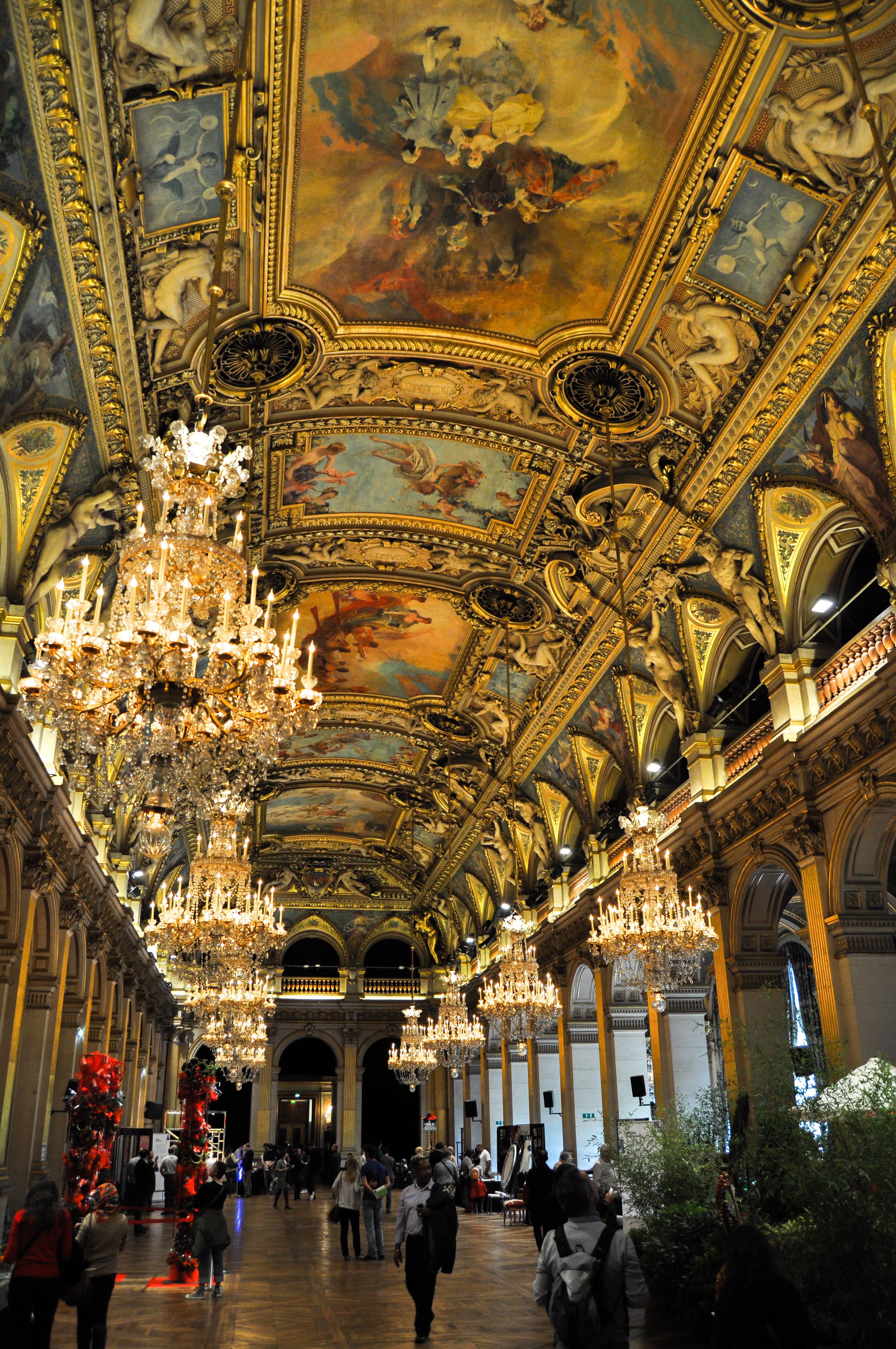
قصر البلدية من الداخل.

ساحة قصر بلدية باريس أو ساحة التحرير (بالفرنسية: Place de l'Hôtel de ville )‏، كان اسمها في السابق وحتى 1803 ميدان الإضراب. هي ساحة في وسط باريس وأمام قصر البلدية في الدائرة الرابعة على يمين نهر السين.
كانت قد أنشأت بموجب مرسوم من الملك لويس الثاني الذي مات في عام 1180 وعليها يطل مبنى بازار قصر البلدية في باريس.

## التاريخ
في الواقع كانت هذه الساحة في البداية، أي في القرن الحادي عشر، فضاءً قرب نهر السين وبالتحديد ساحة لميناء باريس حيث تأتي كل السفن لتفرغ بضائعها من قمح وشعير وخمر.

## التسمية
بدايةً كان هذا المكان مناسباً جداً لرسو السفن لأن نهر السين يلتف هنا قليلاً نحو اليسار فيقذُف على يمينه الرمل ويُنشئ ما يُشبه ريف رملي والذي يسمى بالفرنسية «كريف» كانت السفن ترسو وتفرغ بضائعها وكان كثير من العمال ينتظرون واقفين ليجدوا فرصة عمل وبالفرنسية عندما تقول «عمل كريف» يعني الوقوف صامتاً في ساحة الكريف la grève ومن هنا جاءت كلمة الإضراب يعني أن يقف العمال بدون عمل منتظرين.

## أحداث الساحة
شهدت هذه الساحة العديد من الأحداث المهمة في تاريخ باريس ولا سيما حرق الهراطقة وفيها نُصبت المقصلة.